# გ
Gan (გან) este a treia literă a alfabetului georgian.

## Transliterație
| Literă | Nume | Național | ISO 9984 | Laz | IPA |
| ------ | ---- | -------- | -------- | --- | --- |
| გ      | gan  | G g      | G g      | G g | /ɡ/ |

## Forme
| asomtavruli | nuskhuri | mkhedruli |
| ----------- | -------- | --------- |
|             |          |           |

## Reprezentare în Unicode
- Asomtavruli Ⴂ : U+10A2
- Mkhedruli și Nuskhuri გ : U+10D2